# Цедевита
Цедевита је хрватска компанија која интегрише развој, производњу, маркетинг и продају инстант напитака, чајева и кондиторских производа намењених здравој исхрани. Дуги низ година Цедевита д.о.о. развила своју палету производа у оквиру фармацеутске компаније Плива, а у јулу 2001. постала је део Атлантик групе.

## Историја
Производи који се тренутно налазе у асортиману Цедевите, производе се више од 40 година као спој традиције производње дијететских производа и критеријума високог квалитета у фармацеутској индустрији. Прво инстант пиће Цедевита направљено је 1969. године, а 1970-их је пуштено на тржиште. Патентирао га је магистар фармације Мартин Станковић. Прва Цедевита имала је укус наранџе. Цедевита је тада била упакована у стаклене боце, које су заједно са кашиком за дозирање биле упаковане у картонску кутију. Први производ је више подсећао на лек, а продавао се само у апотекама. Али пошто је брзо постао популаран, почео је да се продаје у продавницама широке потрошње. Године 1985. почела је производња Цедевите са укусом лимуна, а 1990. године са укусом грејпфрута. Током година стварали су се нови укуси Цедевите, а почела је и продаја у хотелима и кафићима. Од 2010. године Цедевита је упакована посебним, новим затварачем, који одржава свежину и квалитет витамина.

## Инстант пића
Реч Цедевита се углавном везује за инстант напитке које производи ова компанија. Постоји 8 врста, као и верзија децу и Цедевита  за дијабетичаре:
- Цедевита са укусом наранџе (најпознатија и најрекламирана)
- Цедевита са укусом лимуна (други најпознатији укус)
- Цедевита са укусом грејпфрута
- Цедевита са укусом лимете
- Цедевита са укусом шумског воћа

## Тржишна позиција
Потрошња Цедевите дуго је била везана само за домаћинства, али увођењем продаје преко канала хорека данас се у већини кафића у Хрватској и региону може уживати у укусу Цедевите. За активне људе који су стално у покрету, Цедевита GO! у иновативном паковању, које због специјалног затварања омогућава да се припреми било када и било где. Цедевита д.о.о. заузима водећу позицију (преко 50% тржишта) у сегменту инстант витаминских напитака на тржишту Хрватске, Босне и Херцеговине, Словеније и Србије. 